# Livsformer (planter)
Planter kan klassificeres funktionelt, dvs. efter deres livsformer. Der er foreslået adskillige inddellingssystemer. Nogle af dem er:

## Oldtiden
En af første som klassificerede planter og dyr efter livsformer var Aristoteles hvis skrifter er gået tabt. Hans elev Theofrastos inddelte planter efter hvordan de gror i værket Historia Plantarum i ca. 350 f.v.t. i formerne: træ, busk og urt.

## Warmings system
Den danske botaniker Eugen Warming var den første som brugte begrebet "livsform" i bogen Plantesamfund fra 1895. Warnings første klassifikation af planter var allerede i hans værk Om Skudbygning, Overvintring og Foryngelse (1884) Klassifikationen var baseret på minutiøse observationer da han dyrkede vilde planter fra frø i Københavns botaniske have. Han havde fjorten uformelle grupper baseret på plantens levetid, livskraft, varighed af over- eller underjordiske skud, overvintringsmetode og graden og typen af rhizomet forgrening.
Warming videreudviklede sit system yderligere i Om Planterigets Livsformer (1908). Her præsenterede han et hierarkisk system hvor han først inddelte planter i heterotrofer og autotrofer. Autotrofer underinddelte han i vandplanter og landplanter som igen inddelt i forskellige typer.

## Det Raunkiærske system
Den danske botaniker Christen Raunkiær udarbejdede i 1903 det Raunkiærske system som går ud på at inddele planterne efter hvordan de overlever ugunstige årstider (vinter eller tørketid) og knoppernes placering i forhold til jordoverfladen. I efterfølgende værker viste han sammenhængen mellem klima og den relative hyppighed af hans livsformer.
Systemet har typerne:
- A. Fanerofytter: Høje planter, som kan ses hele året, og som har deres overvintringsknopper mindst 25 cm oppe over jorden, dvs. (træer, lianer og de fleste buske.
- B. Chamæfytter: Lave planter, som kan ses hele året, og som har deres overvintringsknopper mindre end 25 cm oppe over jorden. Gruppen omfatter dværgbuske.
- C. Hemikryptofytter:: Planter der visner ned til knopper, der sidder i eller ved jordoverfladen, og ofte skjules om vinteren. Gruppen omfatter mange stauder, græsser og bregner.
- D. Geofytter: Planter der visner bort, så kun de underjordiske dele (løg, knolde eller jordstængler) overvintrer. Gruppen omfatter mange stauder, løgvækster og toårige planter.
- E. Helofytter: Sumpplanter, der har rodnettet under lavt vand og toppen i fri luft.
- F. Hydrofytter: Vandplanter.
- G. Epifytter: Planter, som vokser på andre planter.
- H. Therofytter: Planter, som klarer de barske årstider i form af frø eller sporer, enårige planter.